# HIStory World Tour

A HIStory World Tour Michael Jackson harmadik világ körüli turnéja. 1996. szeptember 7-én indult Prágából és 1997. október 15-én ért véget Durbanban. A második állomás Magyarország volt. A HIStory turné 82 koncertből állt és 4,5 millió rajongó látta.

## Program

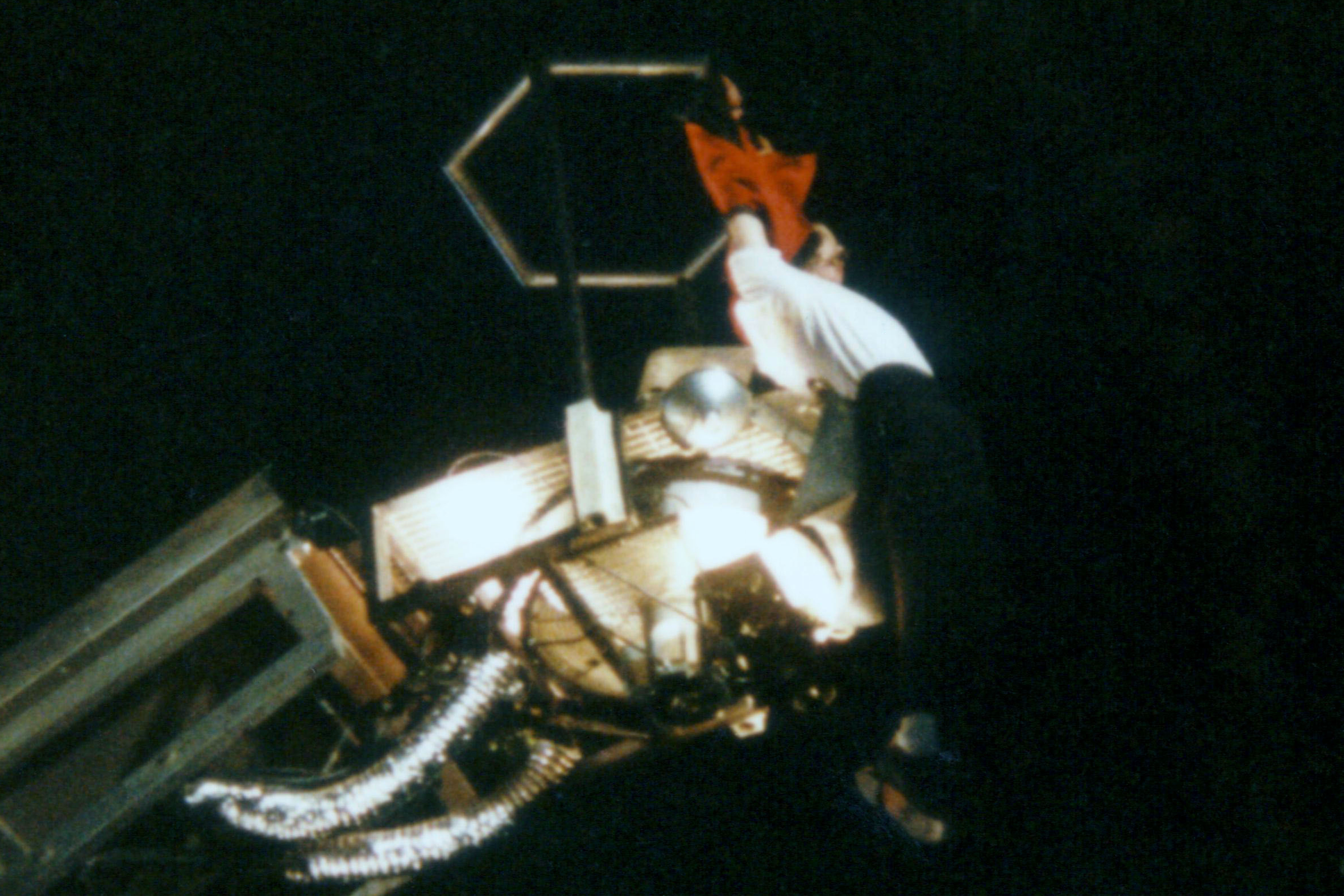
A lausanne-i koncerten

### Az 1996-os turné programja
1. Scream
2. They Don’t Care About Us
3. She Drives Me Wild (Intro)/In the Closet
4. Wanna Be Startin’ Somethin’
5. Stranger in Moscow
6. Smooth Criminal
7. You Are Not Alone
8. The Way You Make Me Feel
9. Jackson 5 Medley – I Want You Back/The Love You Save/I'll Be There
10. Off the Wall Medley – Rock with You/Off the Wall/Don’t Stop ‘til You Get Enough
11. Billie Jean
12. Thriller
13. Beat It
14. Come Together (1996. szeptember 7. – december 31.)
15. D.S. (1996. szeptember 7. – december 31.)
16. Dangerous
17. Black or White
18. Earth Song
19. Heal the World
20. HIStory

### Az 1997-es turné programja
1. Scream
2. They Don’t Care About Us
3. She Drives Me Wild (Intro)/In the Closet
4. Wanna Be Startin’ Somethin’
5. Stranger in Moscow
6. Smooth Criminal
7. You Are Not Alone
8. The Way You Make Me Feel (1997. május 31. – június 15.)
9. Jackson 5 Medley – I Want You Back/The Love You Save/I'll Be There
10. Off the Wall Medley – Rock with You/Off the Wall/Don't Stop 'Til You Get Enough (1997. május 31. – június 10.)
11. Billie Jean
12. Thriller
13. Beat It
14. Blood on the Dance Floor (1997. május 31. – augusztus 19.)
15. Dangerous
16. Black or White
17. Earth Song
18. Heal the World
19. HIStory

## Előadók

### Vezető előadó
- Michael Jackson: ének, tánc, zenei rendező

### Zenészek
- Zenei rendező: Brad Buxer
- Dobok: Jonathan Moffett
- Basszus: Freddie Washington
- Lead guitar: Jennifer Batten
- Rhythm gitár: David Williams
- Billentyűs hangszerek: Isaiah Sanders és Brad Buxer

### Háttérénekesek
- Kevin Dorsey
- Fred White
- Dorian Holley
- Marva Hicks

### Táncosok
- LaVelle Smith
- Shawnette Heard
- Damon Navandi
- Courtney Miller
- Anthony Talauega
- Richmond Talauega
- Loru Werner
- Jason Yribar
- Christian Judd
- Stacy Walker
- Faune Chambers

## A turné helyszínei
| Koncert | Dátum                                    | Helyszín                         | Nézőszám  |
| ------- | ---------------------------------------- | -------------------------------- | --------- |
| 1       | 1996. szeptember 7. - Prága              | Letna Park                       | 125 000 * |
| 2       | 1996. szeptember 10. - Budapest          | Népstadion                       | 50 000    |
| 3       | 1996. szeptember 14. - Bukarest          | Nemzeti Stadion                  | 70 000    |
| 4       | 1996. szeptember 17. - Moszkva           | Dynamo Stadium                   | 50 000    |
| 5       | 1996. szeptember 20. - Varsó             | Bemowo Airport                   | 120 000 * |
| 6       | 1996. szeptember 24. - Zaragoza          | La Romareda Stadium              | 45 000 *  |
| 7       | 1996. szeptember 28. - Amszterdam        | Amsterdam Arena                  | 50 000 *  |
| 8       | 1996. szeptember 30. - Amszterdam        | Amsterdam Arena                  | 50 000 *  |
| 9       | 1996. október 2. - Amszterdam            | Amsterdam Arena                  | 50 000 *  |
| 10      | 1996. október 7. - Tunisz                | El Menzah                        | 60 000 *  |
| 11      | 1996. október 11. - Szöul                | Olimpiai Stadion                 | 50 000    |
| 12      | 1996. október 13. - Szöul                | Olimpiai Stadion                 | 50 000    |
| 13      | 1996. október 18. - Tajpej               | Chungshan Soccer Stadium         | 40 000 *  |
| 14      | 1996. október 20. - Kaohsziung           | Chungcheng Stadium               | 30 000    |
| 15      | 1996. október 22. - Tajpej               | Chungshan Soccer Stadium         | 40 000 *  |
| 16      | 1996. október 25. - Szingapúr            | National Stadium                 | 35 000    |
| 17      | 1996. október 27.                        | Merdeka Stadium                  | 40 000 *  |
| 18      | 1996. október 29. - Kuala Lumpur         | Merdeka Stadium                  | 40 000 *  |
| 19      | 1996. november 1. - Mumbai               | Andheri Sports Complex (charity) | 60 000    |
| 20      | 1996. november 5. - Bangkok              | Muang Thong Thani City Center    | 40 000    |
| 21      | 1996. november 9. - Auckland             | Ericsson Stadium                 | 43 000 *  |
| 22      | 1996. november 11. - Auckland            | Ericsson Stadium                 | 43 000 *  |
| 23      | 1996. november 14. - Sydney              | Sydney Cricket Ground            | 40 000 *  |
| 24      | 1996. november 16.                       | Sydney Cricket Ground            | 40 000 *  |
| 25      | 1996. november 19. - Brisbane            | ANZ Stadium                      | 40 000 *  |
| 26      | 1996. november 22. - Melbourne           | Melbourne Cricket Ground         | 65 000 *  |
| 27      | 1996. november 24. - Melbourne           | Melbourne Cricket Ground         | 65 000 *  |
| 28      | 1996. november 26. - Adelaide            | Adelaide Oval                    | 30 000 *  |
| 29      | 1996. november 30. - Perth               | Burswood Dome                    | 20 000 *  |
| 30      | 1996. december 2. - Perth                | Burswood Dome                    | 20 000 *  |
| 31      | 1996. december 4. - Perth                | Burswood Dome                    | 20 000 *  |
| 32      | 1996. december 8. - Manila               | Paranaque City/Asia World        | 55 000 *  |
| 33      | 1996. december 10. - Manila              | Paranaque City/Asia World        | 55 000 *  |
| 34      | 1996. december 12. - Tokió               | Tokyo Dome                       | 45 000 *  |
| 35      | 1996. december 15. - Tokió               | Tokyo Dome                       | 45 000 *  |
| 36      | 1996. december 17. - Tokió               | Tokyo Dome                       | 45 000 *  |
| 37      | 1996. december 20. - Tokió               | Tokyo Dome                       | 45 000 *  |
| 38      | 1996. december 26. - Fukuoka             | Fukuoka Dome                     | 40 000 *  |
| 39      | 1996. december 28. - Fukuoka             | Fukuoka Dome                     | 40 000 *  |
| 40      | 1996. december 31. - Bandar Seri Begawan | Jerudong Park                    | 4,000 *   |
| 41      | 1997. január 3. - Honolulu               | Aloha Stadium                    | 35 000 *  |
| 42      | 1997. január 4. - Honolulu               | Aloha Bowl                       | 35 000 *  |
| 43      | 1997. május 31. - Bréma                  | Weserstadion                     | 55 000 *  |
| 44      | 1997. június 3. - Köln                   | Mungersdorfer Stadion            | 60 000 *  |
| 45      | 1997. június 6. - Bréma                  | Weserstadion                     | 35 000    |
| 46      | 1997. június 8. - Amszterdam             | Amsterdam Arena                  | 50 000 *  |
| 47      | 1997. június 10. - Amszterdam            | Amsterdam Arena                  | 50 000 *  |
| 48      | 1997. június 13. - Kiel                  | Nordmarksportfield               | 55 000 *  |
| 49      | 1997. június 15. - Gelsenkirchen         | Parkstadion                      | 50 000 *  |
| 50      | 1997. június 18. - Milánó                | Giuseppe Meazza Stadion          | 45 000    |
| 51      | 1997. június 20. - Lausanne              | Stade Olympique de la Pontaise   | 35 000    |
| 52      | 1997. június 22. - Bettembourg           | Krakelschaff                     | 45 000    |
| 53      | 1997. június 25. - Lyon                  | Stade de Gerland                 | 25 000    |
| 54      | 1997. június 27. - Párizs                | Parc des Princes                 | 50 000 *  |
| 55      | 1997. június 29. - Párizs                | Parc des Princes                 | 45 000    |
| 56      | 1997. július 2. - Bécs                   | Ernst Happel Stadion             | 50 000 *  |
| 57      | 1997. július 4. - München                | Olimpiai Stadion                 | 70 000 *  |
| 58      | 1997. július 6. - München                | Olimpiai Stadion                 | 70 000 *  |
| 59      | 1997. július 9. - Sheffield              | Don Valley Stadion               | 45 000 *  |
| 60      | 1997. július 12. - London                | Wembley Stadion                  | 73 000 *  |
| 61      | 1997. július 15. - London                | Wembley Stadion                  | 73 000 *  |
| 62      | 1997. július 17. - London                | Wembley Stadium                  | 73 000 *  |
| 63      | 1997. július 19. - Dublin                | RDS Arena                        | 40 000 *  |
| 64      | 1997. július 25. - Bázel                 | St. Jakob stadion                | 55 000 *  |
| 65      | 1997. július 27. - Nizza                 | Stade Charles-Ehrmann            | 35 000    |
| 66      | 1997. augusztus 1. - Berlin              | Olimpiai Stadion                 | 77 000 *  |
| 67      | 1997. augusztus 3. - Lipcse              | Festwiese                        | 60 000    |
| 68      | 1997. augusztus 10. - Hockenheim         | Hockenheimring                   | 85 000 *  |
| 69      | 1997. augusztus 14. - Koppenhága         | Parken                           | 45 000 *  |
| 70      | 1997. augusztus 16. - Göteborg           | Ullevi                           | 50 000    |
| 71      | 1997. augusztus 19. - Oslo               | Valle Hovin                      | 45 000    |
| 72      | 1997. augusztus 22. - Tallinn            | Lauluväljak                      | 75 000    |
| 73      | 1997. augusztus 24. - Helsinki           | Olimpiai Stadion                 | 50 000 *  |
| 74      | 1997. augusztus 26. - Helsinki           | Olimpiai Stadion                 | 50 000 *  |
| 75      | 1997. augusztus 29. - Koppenhága         | Parken                           | 50 000 *  |
| 76      | 1997. szeptember 3. - Oostende           | Wellington Hypodrome             | 55 000    |
| 77      | 1997. szeptember 6. - Valladolid         | Estadio José Zorrilla            | 45 000 *  |
| 78      | 1997. szeptember 4. - Fokváros           | Greenpoint Stadium               | 35 000 *  |
| 79      | 1997. szeptember 6. - Fokváros           | Greenpoint Stadium               | 35 000 *  |
| 80      | 1997. október 10. - Johannesburg         | Johannesburg Stadium             | 50 000    |
| 81      | 1997. október 12.                        | Johannesburg Stadium             | 57 000    |
| 82      | 1997. október 15. - Durban               | King's Park Stadium              | 50 000 *  |

A csillaggal jelölt helyszíneken telt házas koncertet adott.